# Les Fabuleuses Aventures de Jean et Henri
Les Fabuleuses Aventures de Jean et Henri constituent un univers fantastique créé par Grégory Soodts en 2021 composé de courts métrages et de romans. Initialement conçu comme une trilogie, l’œuvre s'est ensuite étoffée d'autres courts métrages et d'adaptations littéraires.

## Genèse du projet
En 2020, Grégory Soodts, ostéopathe à Odenas dans le Beaujolais, se lance dans la réalisation vidéo en créant sur la plateforme YouTube l'émission PQVLB : Pour Que Vive Le Beaujolais afin de faire la promotion de cette région. Après un an d'émission, il décide de s'attaquer à la fiction avec les Aventures de Jean et Henri.
C'est la lecture de manuscrits familiaux concernant des ancêtres de son épouse, Jean et Henri de Monspey, qui poussa le réalisateur à concevoir une fiction s'inspirant de leurs aventures d'enfants au début du XXe siècle.
Le premier court métrage sort en décembre 2021 et inaugure tout un cycle d'histoires ayant l'ambition de créer un « Narnia local ».
En novembre 2024, le journal "Le Progrès" annonce que les films seront doublés en anglais par la compagnie cinématographique américaine "Industrious Family" en vue d'une distribution aux États-Unis.

## Série de court-métrage

### Trilogie originale

#### Chapitre 1: Les Miracles de Noël
Sorti le 24 décembre 2021, le premier opus, tourné au château de Montmelas, constitue le premier voyage dans le temps des enfants et introduit le principal antagoniste de la saga et le concept qui se déroulera durant les différents chapitres : lorsqu'ils s'endorment, les deux frères Jean et Henri se retrouvent acteurs de leurs rêves et voyagent dans le temps pour vivre de nombreuses aventures.

#### Chapitre 2: La Seigneurie de Bailly
Sorti le 22 avril 2022, ce second court-métrage est tourné au château de Nervers, en Beaujolais, ainsi qu'au château de Berzé, en Saône-et-Loire et voit son nombre d'acteurs augmenter, sortant ainsi du cercle familial du premier chapitre.
De retour au Moyen Âge, Jean, Henri et leurs cousines aident le châtelain à reprendre son château tenu par les brigands et des enfants à libérer leur père.

#### Chapitre 3: La Revanche des brigands -1reet2epartie
Sortis en septembre et octobre 2022, les deux parties du chapitre 3 ont également été tournées aux châteaux de Nervers et de Berzé.
Clin d'œil aux origines familiales du réalisateur à Godewaersvelde, en Flandre intérieure française, ce film fait intervenir Thierri d’Assignies, ancien seigneur de Godewaersvelde ainsi qu'un personnage homonyme du chanteur Raoul de Godewaersvelde.

### Films suivants

#### Margouillis au château
Sorti le 24 décembre 2022, ce nouveau film est le premier dans lequel les enfants ne voyagent pas dans le temps durant leurs « rêves ». L'histoire se passe intégralement au début du XXe siècle et prend place au château de Beaulon, propriété de la famille de Monspey à laquelle appartenaient les véritables « Jean » et « Henri ».

À l'occasion de la promotion du film, la parution d'un premier roman reprenant l'histoire de La Seigneurie de Bailly est annoncée à la radio par le réalisateur.

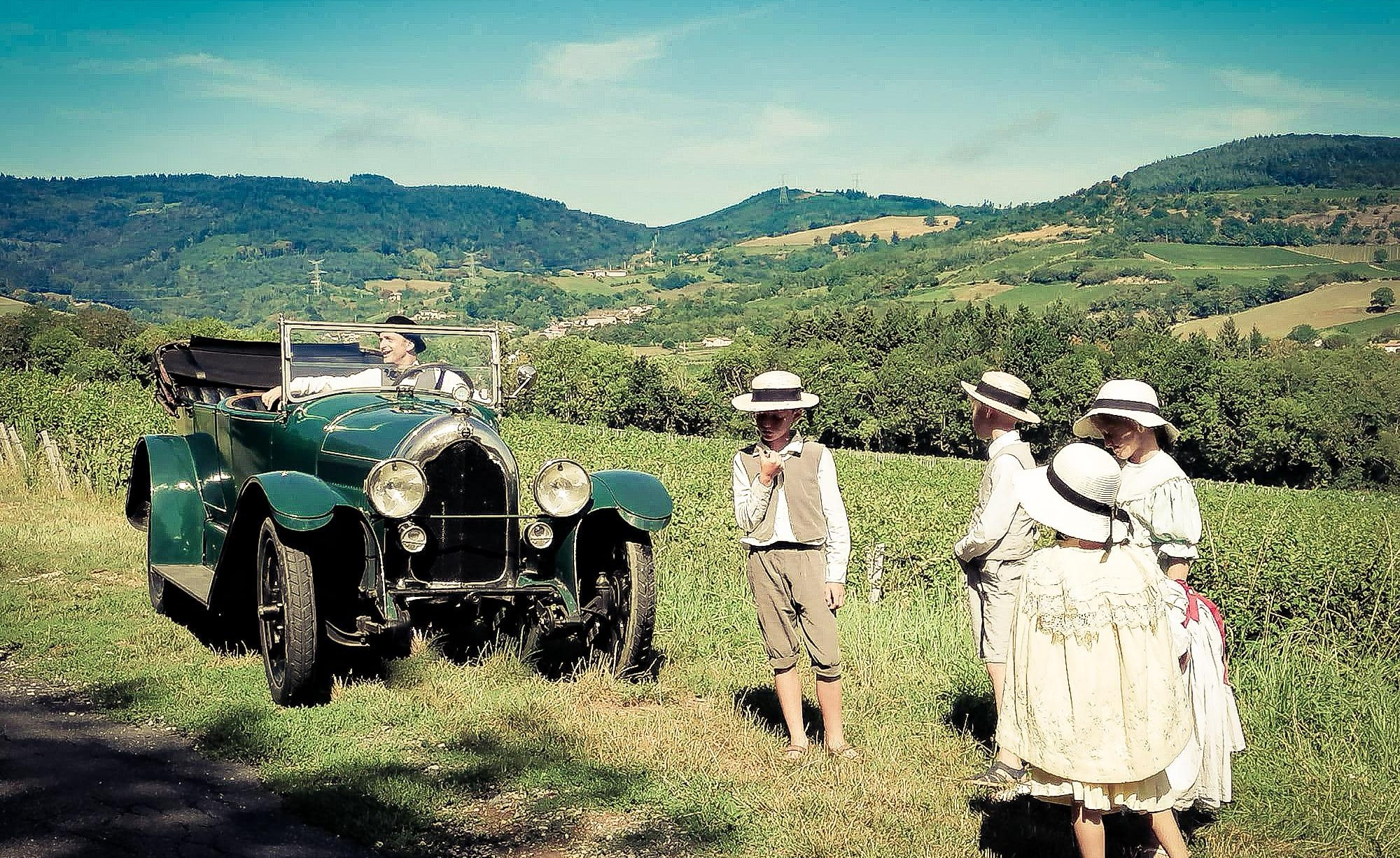
Tournage en famille du film "La Quête de la Musique perdue" en août 2023

#### La Quête de la Musique perdue
Sorti le 20 décembre 2023, La Quête de la musique perdue constitue le premier long métrage du réalisateur. Le prologue est tourné dans les Flandres autour du Moulin de Boeschèpe, le reste du film quant à lui, alterne entre le Beaujolais, la Saône-et-Loire et l'Ain au Château de Glareins.
Fait marquant de ce nouvel opus, l'ancien député Bernard Perrut fait partie du casting du film. Ce dernier interprète le rôle d'un député.
La chaîne de télévision BFM Lyon consacre son Histoire du jour du 21 décembre à la sortie du film.

#### Nouveau film
Le journal "Le Progrès" a annoncé le 02 août 2025 le début du tournage d'un nouveau film durant l'été 2025 dont le nom n'a pas été précisé.

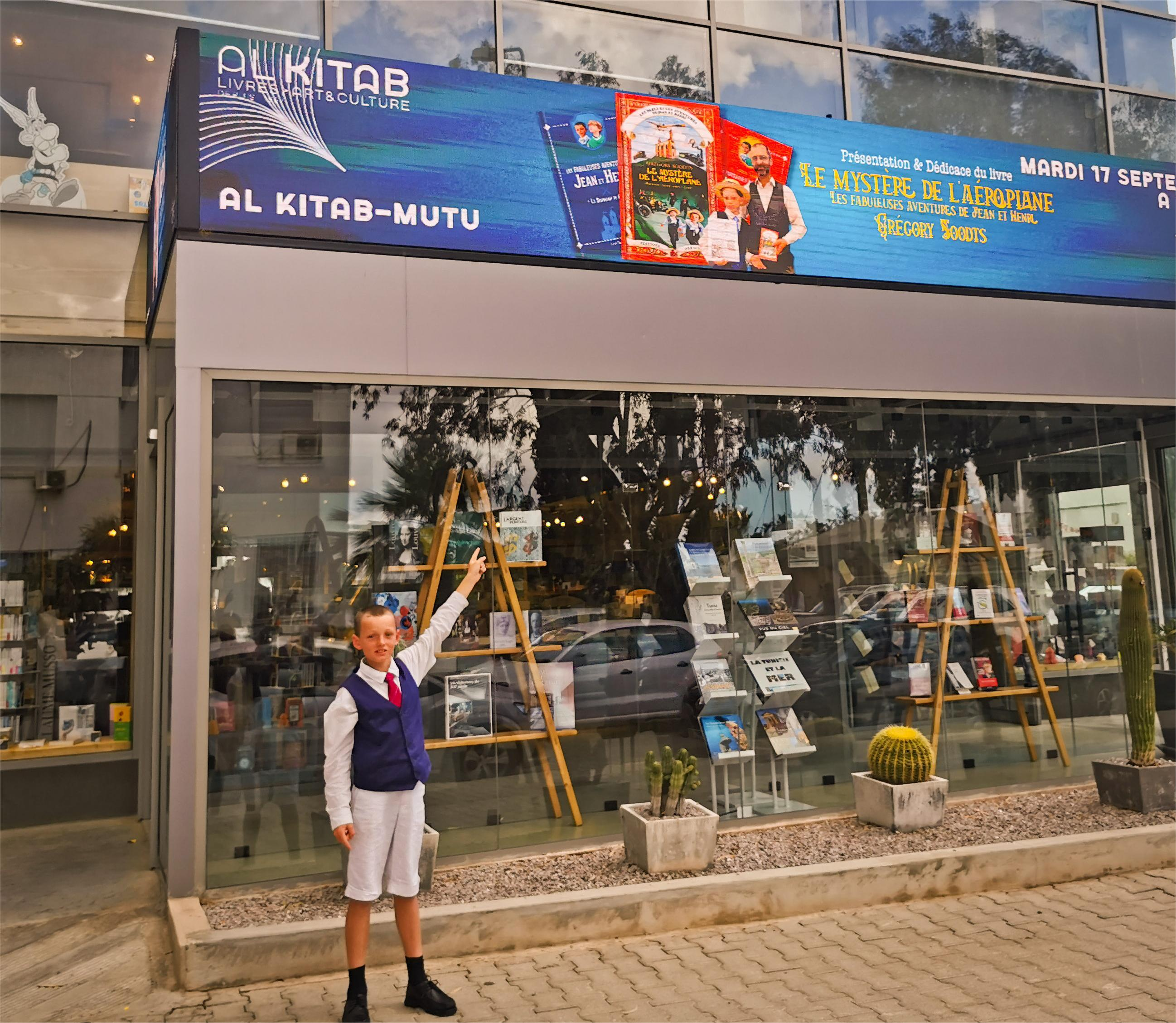
Présentation en Tunisie à l'occasion de la sortie du livre "Mystère de l'Aéroplane"

### Adaptations en romans

#### Série issue des films
En 2023, le réalisateur publie trois adaptations aux éditions Téqui.
- Tome 1 : La Seigneurie de Bailly
- Tome 2 : Les Miracles de Noël
- Tome 3 : La revanche des brigands

#### Série beaujolaise
En 2024, le journal de Saône et Loire annonce l'arrivée d'une collection beaujolaise aux Editions Héraclite avec un premier ouvrage mettant en scène le pionnier mâconnais de l'aéronautique Marius Lacrouze et faisant l'éloge de l'aéronautique en 1915 dans un "style Jules Verne". La sortie du tome 2 est annoncée en 2025 par le journal Le Progrès en précisant le retour de Marius Lacrouze dans nouvelle histoire d'espionnage mêlant Indochine et Beaujolais.
- Tome 1 des aventures beaujolaises : Le Mystère de l'Aéroplane
- Tome 2 des aventures beaujolaises : L'étrange livre de Claudius Savoye